# Daniel Londoño
Daniel Londoño Castañeda (Itagüí, 1º gennaio 1995) è un calciatore colombiano, difensore dell'Independiente Medellín.

## Carriera

### Club
Cresciuto nelle giovanili dell'Envigado, ha esordito il 12 aprile 2012 in un match di Copa Colombia perso 2-0 contro il Sucre.

### Nazionale
Nel 2015 con la nazionale Under-20 colombiana ha preso parte al campionato sudamericano, disputando due partite, ed al campionato mondiale.

## Statistiche

### Presenze e reti nei club
Statistiche aggiornate al 30 gennaio 2017.
| Stagione        | Squadra           | Campionato      | Campionato | Campionato | Coppe nazionali | Coppe nazionali | Coppe nazionali | Coppe continentali | Coppe continentali | Coppe continentali | Altre coppe | Altre coppe | Altre coppe | Totale | Totale | Totale |
| Stagione        | Squadra           | Comp            | Pres       | Reti       | Comp            | Pres            | Reti            | Comp               | Pres               | Reti               | Comp        | Pres        | Reti        | Pres   | Reti   |        |
| --------------- | ----------------- | --------------- | ---------- | ---------- | --------------- | --------------- | --------------- | ------------------ | ------------------ | ------------------ | ----------- | ----------- | ----------- | ------ | ------ | ------ |
| 2012            | Envigado          | A               | 0          | 0          | CC              | 1               | 0               |                    | -                  | -                  |             | -           | -           | 1      | 0      |        |
| 2013            | Envigado          | A               | 0          | 0          | CC              | 0               | 0               |                    | -                  | -                  |             | -           | -           | 0      | 0      |        |
| 2014            | Envigado          | A               | 15         | 1          | CC              | 4               | 0               |                    | -                  | -                  |             | -           | -           | 19     | 1      |        |
| 2015            | Envigado          | A               | 29         | 0          | CC              | 2               | 0               |                    | -                  | -                  |             | -           | -           | 31     | 0      |        |
| 2016            | Atlético Nacional | A               | 11         | 0          | CC              | 0               | 0               | CL                 | 0                  | 0                  |             | -           | -           | 11     | 0      |        |
| 2016            | Atlético Huila    | A               | 6          | 0          | CC              | 0               | 0               |                    | -                  | -                  |             | -           | -           | 6      | 0      |        |
| 2017            | Envigado          | A               | 7          | 0          | CC              | 0               | 0               |                    | -                  | -                  |             | -           | -           | 7      | 0      |        |
| Totale carriera | Totale carriera   | Totale carriera | 68         | 1          |                 | 7               | 0               |                    | -                  | -                  |             | -           | -           | 75     | 1      |        |

## Palmarès
- Súper Liga: 1

Atlético Nacional: 2016